# 2-ブロモ-2-メチルプロパン
2-ブロモ-2-メチルプロパン（英: 2-Bromo-2-methylpropane）は、有機臭素化合物で、tert-ブチル基と臭素で構成されている。このことからtert-ブチルブロミドとも表記される。1-ブロモブタン、2-ブロモブタンの異性体であり、有機合成化学の原料として利用される。

## 性質
特有の匂いと高い揮発性を持つ液体で、水にはほとんど溶けない。水と混合すると、tert-ブチルアルコールと臭化水素に分解する。メタノール中では急速に分解し、メチルtert-ブチルエーテル（加溶媒分解により形成される）およびブテンが生じる。市販品には、安定剤として炭酸カリウムが添加される。

## 製造
tert-ブチルアルコールと臭化水素、またはイソブタンと臭素との反応により得られる。
{\displaystyle {\ce {C5H6 + 2 NaOH + 2 Me3CBr -> (Me3C)2C5H4 + 2 NaBr + 2 H2O}}}

## 安全性
日本の消防法では危険物第4類第一石油類（非水溶性）に分類される。